# Luigi Piotti
Luigi Piotti (* 27. Oktober 1913 in Mailand; † 9. April 1971 in Godiasco) war ein italienischer Automobilrennfahrer.

## Karriere

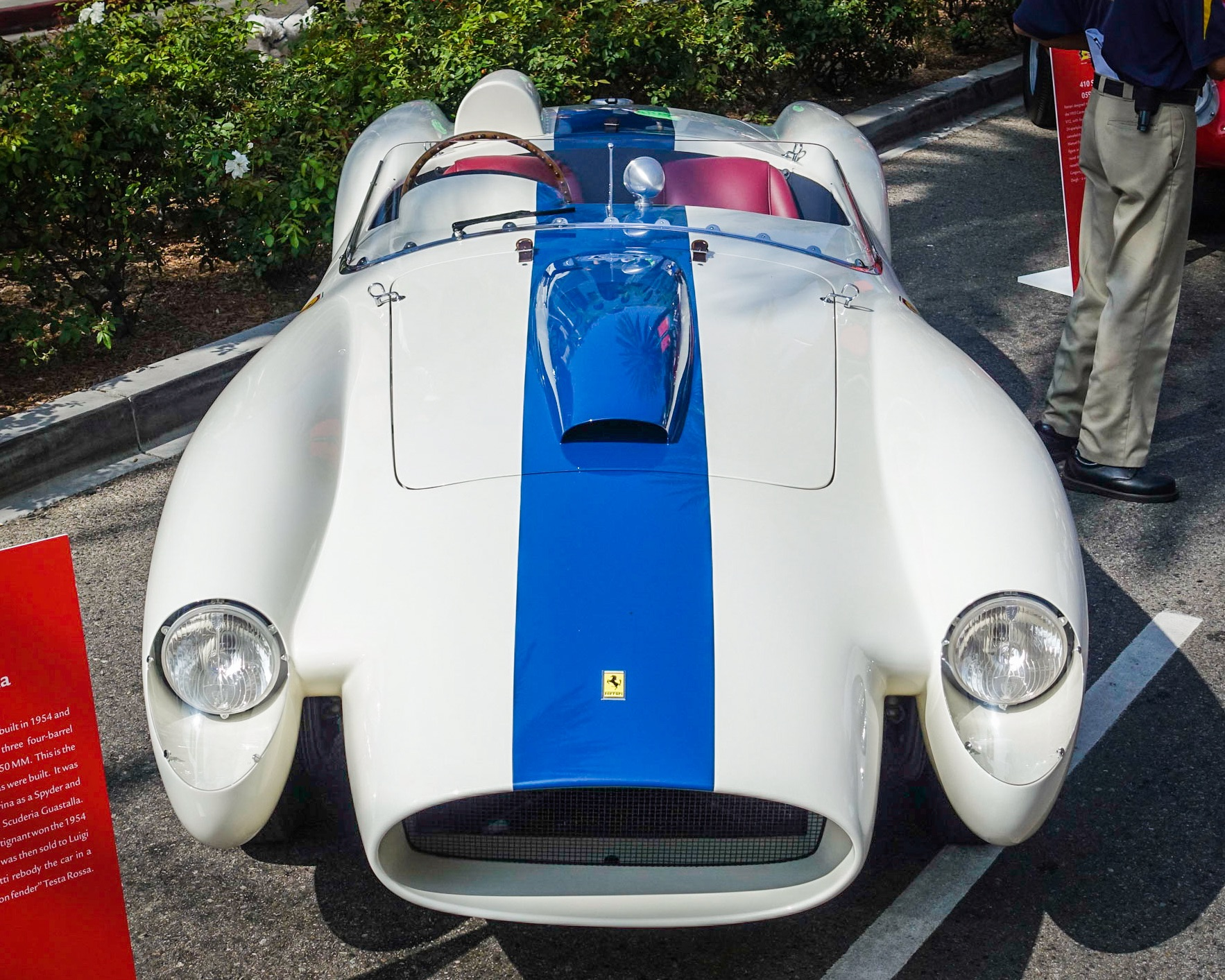
Der Ferrari 250 Monza mit dem Luigi Piotti gemeinsam mit Maurice Trintignant das 12-Stunden-Rennen von Hyères 1954 gewann

Luigi Piotti, ein italienischer Geschäftsmann, der aus Vergnügen Autorennen fuhr, hatte zu Beginn seiner Karriere einigen Erfolg bei Sportwagenrennen. 1952 feierte er bei der Tour de Sicilly einen Klassensieg mit einem privat gemeldeten OSCA. Im selben Jahre gewann er das selten gefahrene 12-Stunden-Rennen von Hyères auf einem Werks-Ferrari gemeinsam mit Maurice Trintignant.
1956 gab er sein Debüt in der Formel-1-Weltmeisterschaft. Schon 1955 war er Siebter beim Gran Premio di Siracusa geworden und seine starke Leistung brachte ihm einen Maserati-Werkswagen für den Großen Preis von Argentinien ein. Im Rennen kämpfte sich der Italiener zum Erstaunen der Fachwelt bis in die Spitzengruppe vor, ehe er mit seinem Maserati 250F mit dem Ferrari 555 Supersqualo von Peter Collins kollidierte. Beim Großen Preis von Italien sorgte er wieder für Aufregung, als er den ohne Benzin liegengebliebenen Maserati von Stirling Moss kurzerhand an- und in die Box schob. Moss gewann das Rennen, Piotti wurde mit drei Runden Rückstand Sechster und verpasste einen WM-Punkt nur knapp.
Er fuhr mit seinem Maserati bis 1958 regelmäßig Monoposto-Rennen. Am Ende der Saison zog er sich vom Rennsport zurück und widmete sich seinem Geschäft. Erfolge feierte Piotti im Sportwagensport, wo ihm fünf Gesamtsiege bei Langstreckenrennen gelangen.

## Statistik

### Statistik in der Automobil-Weltmeisterschaft

#### Gesamtübersicht
| Saison | Team                      | Chassis       | Motor           | Rennen | Siege | Zweiter | Dritter | Poles | schn. Rennrunden | Punkte | WM-Pos. |
| ------ | ------------------------- | ------------- | --------------- | ------ | ----- | ------- | ------- | ----- | ---------------- | ------ | ------- |
| 1956   | Officine Alfieri Maserati | Maserati 250F | Maserati 2.5 L6 | 1      | −     | −       | −       | −     | −                | −      | NC      |
| 1956   | Luigi Piotti              | Maserati 250F | Maserati 2.5 L6 | 1      | −     | −       | −       | −     | −                | −      | NC      |
| 1957   | Luigi Piotti              | Maserati 250F | Maserati 2.5 L6 | 3      | −     | −       | −       | −     | −                | −      | NC      |
| Gesamt | Gesamt                    | Gesamt        | Gesamt          | 5      | −     | −       | −       | −     | −                | −      |         |

#### Einzelergebnisse
| Saison | 1   | 2 | 3 | 4 | 5 | 6   | 7   | 8 | 9 | 10 | 11 |
| ------ | --- | - | - | - | - | --- | --- | - | - | -- | -- |
| 1955   |     |   |   |   |   |     |     |   |   |    |    |
|        |     |   |   |   |   | DNS |     |   |   |    |    |
| 1956   |     |   |   |   |   |     |     |   |   |    |    |
| DNF    |     |   |   |   |   |     | 6   |   |   |    |    |
| 1957   |     |   |   |   |   |     |     |   |   |    |    |
| 10     | DNQ |   |   |   |   | DNF | DNF |   |   |    |    |
| 1958   |     |   |   |   |   |     |     |   |   |    |    |
|        | DNQ |   |   |   |   |     |     |   |   |    |    |

| Legende  | Legende            | Legende                                                          |
| Farbe    | Abkürzung          | Bedeutung                                                        |
| -------- | ------------------ | ---------------------------------------------------------------- |
| Gold     | –                  | Sieg                                                             |
| Silber   | –                  | 2. Platz                                                         |
| Bronze   | –                  | 3. Platz                                                         |
| Grün     | –                  | Platzierung in den Punkten                                       |
| Blau     | –                  | Klassifiziert außerhalb der Punkteränge                          |
| Violett  | DNF                | Rennen nicht beendet (did not finish)                            |
| Violett  | NC                 | nicht klassifiziert (not classified)                             |
| Rot      | DNQ                | nicht qualifiziert (did not qualify)                             |
| Rot      | DNPQ               | in Vorqualifikation gescheitert (did not pre-qualify)            |
| Schwarz  | DSQ                | disqualifiziert (disqualified)                                   |
| Weiß     | DNS                | nicht am Start (did not start)                                   |
| Weiß     | WD                 | zurückgezogen (withdrawn)                                        |
| Hellblau | PO                 | nur am Training teilgenommen (practiced only)                    |
| Hellblau | TD                 | Freitags-Testfahrer (test driver)                                |
| ohne     | DNP                | nicht am Training teilgenommen (did not practice)                |
| ohne     | INJ                | verletzt oder krank (injured)                                    |
| ohne     | EX                 | ausgeschlossen (excluded)                                        |
| ohne     | DNA                | nicht erschienen (did not arrive)                                |
| ohne     | C                  | Rennen abgesagt (cancelled)                                      |
| ohne     | keine WM-Teilnahme |                                                                  |
| sonstige | P/fett             | Pole-Position                                                    |
| sonstige | 1/2/3/4/5/6/7/8    | Punktplatzierung im Sprint-/Qualifikationsrennen                 |
| sonstige | SR/kursiv          | Schnellste Rennrunde                                             |
| sonstige | *                  | nicht im Ziel, aufgrund der zurückgelegten Distanz aber gewertet |
| sonstige | ()                 | Streichresultate                                                 |
| sonstige | unterstrichen      | Führender in der Gesamtwertung                                   |

### Einzelergebnisse in der Sportwagen-Weltmeisterschaft
| Saison | Team          | Rennwagen                | 1   | 2   | 3   | 4   | 5   | 6   | 7   |
| ------ | ------------- | ------------------------ | --- | --- | --- | --- | --- | --- | --- |
| 1953   |               | Ferrari 166 MM           | SEB | MIM | LEM | SPA | NÜR | RTT | CAP |
| 1953   | 24            | Ferrari 166 MM           |     |     |     |     |     |     |     |
| 1954   |               | Osca 2000S               | BUA | SEB | MIM | LEM | RTT | CAP |     |
| 1954   |               | Osca 2000S               | 20  |     |     |     |     |     |     |
| 1955   |               | Ferrari 750 Monza        | BUA | SEB | MIM | LEM | RTT | TAR |     |
| 1955   |               | Ferrari 750 Monza        |     | DNF |     |     | DNF |     |     |
| 1957   | Maserati Osca | Maserati 350S Osca S1500 | BUA | SEB | MIM | NÜR | LEM | KRI | CAR |
| 1957   | Maserati Osca | Maserati 350S Osca S1500 | 5   |     |     | DNF |     |     |     |
| 1958   |               | Osca S1500               | BUA | SEB | TAR | NÜR | LEM | RTT |     |
| 1958   | DNF           | Osca S1500               |     |     |     |     |     |     |     |